# Campeonato Piauiense 1984
In 1984 werd het 44ste Campeonato Piauiense gespeeld voor clubs uit de Braziliaanse staat Piauí. De competitie werd georganiseerd door de FFP en werd gespeeld van 19 mei tot 16 december. Flamengo werd kampioen.

## Eerste toernooi

### Eerste fase
De top vier gaat in de tweede fase naar groep A, de andere naar groep B. 
| Plaats | Club         | Wed. | W | G | V | Saldo | Ptn. |
| ------ | ------------ | ---- | - | - | - | ----- | ---- |
| 1.     | Auto Esporte | 7    | 5 | 1 | 1 | 16:7  | 11   |
| 2.     | Flamengo     | 7    | 5 | 1 | 1 | 11:3  | 11   |
| 3.     | Piauí        | 7    | 4 | 2 | 1 | 13:7  | 10   |
| 4.     | Ríver        | 7    | 4 | 1 | 2 | 16:12 | 9    |
| 5.     | Tiradentes   | 7    | 2 | 1 | 4 | 12:13 | 5    |
| 6.     | Parnahyba    | 7    | 1 | 2 | 4 | 9:17  | 4    |
| 7.     | Comercial    | 7    | 0 | 4 | 3 | 4:10  | 4    |
| 8.     | Caiçara      | 7    | 1 | 0 | 6 | 5:17  | 2    |

|  | Geplaatst voor finale eerste toernooi |

### Tweede fase

#### Groep A
| Plaats | Club         | Wed. | W | G | V | Saldo | Ptn. |
| ------ | ------------ | ---- | - | - | - | ----- | ---- |
| 1.     | Ríver        | 3    | 3 | 0 | 0 | 5:1   | 6    |
| 2.     | Flamengo     | 3    | 2 | 0 | 1 | 4:2   | 4    |
| 3.     | Piauí        | 3    | 1 | 0 | 2 | 6:5   | 2    |
| 4.     | Auto Esporte | 3    | 0 | 0 | 3 | 1:8   | 0    |

|  | Play-off tweede fase |

#### Groep B
| Plaats | Club       | Wed. | W | G | V | Saldo | Ptn. |
| ------ | ---------- | ---- | - | - | - | ----- | ---- |
| 1.     | Tiradentes | 3    | 2 | 1 | 0 | 4:0   | 5    |
| 2.     | Parnahyba  | 3    | 1 | 1 | 1 | 3:3   | 3    |
| 3.     | Comercial  | 3    | 1 | 1 | 1 | 2:2   | 3    |
| 4.     | Caiçara    | 3    | 0 | 1 | 2 | 1:5   | 1    |

|  | Play-off tweede fase |

#### Play-off
|                  |       |       |            |  |
| 26 augustus Heen | Ríver | 2 – 1 | Tiradentes |  |
| 26 augustus Heen |       |       |            |  |

|                   |               |       |       |  |
| 29 augustus Terug | Tiradentes    | 1 – 0 | Ríver |  |
| 29 augustus Terug |               |       |       |  |
| 29 augustus Terug | Strafschoppen |       |       |  |
| 29 augustus Terug | 1 - 3         |       |       |  |

### Finale
De winnaar krijgt één bonuspunt voor de finaleronde.
|                  |              |       |       |  |
| 2 september Heen | Auto Esporte | 2 – 1 | Ríver |  |
| 2 september Heen |              |       |       |  |

|                  |       |       |              |  |
| 6 september Heen | Ríver | 3 – 1 | Auto Esporte |  |
| 6 september Heen |       |       |              |  |

|                             |              |       |       |  |
| 9 september Extra wedstrijd | Auto Esporte | 2 – 1 | Ríver |  |
| 9 september Extra wedstrijd |              |       |       |  |

## Tweede toernooi

### Eerste fase
De top vier gaat in de tweede fase naar groep A, de andere naar groep B. 
| Plaats | Club         | Wed. | W | G | V | Saldo | Ptn. |
| ------ | ------------ | ---- | - | - | - | ----- | ---- |
| 1.     | Flamengo     | 7    | 5 | 1 | 1 | 10:4  | 11   |
| 2.     | Ríver        | 7    | 5 | 0 | 2 | 17:9  | 10   |
| 3.     | Piauí        | 7    | 4 | 1 | 2 | 17:11 | 9    |
| 4.     | Auto Esporte | 7    | 4 | 0 | 3 | 16:12 | 8    |
| 5.     | Tiradentes   | 7    | 3 | 0 | 4 | 14:13 | 6    |
| 6.     | Comercial    | 7    | 2 | 2 | 3 | 8:8   | 6    |
| 7.     | Caiçara      | 7    | 2 | 0 | 5 | 4:15  | 4    |
| 8.     | Parnahyba    | 7    | 0 | 2 | 5 | 7:21  | 2    |

|  | Geplaatst voor finale tweede toernooi |

### Tweede fase

#### Groep A
| Plaats | Club         | Wed. | W | G | V | Saldo | Ptn. |
| ------ | ------------ | ---- | - | - | - | ----- | ---- |
| 1.     | Ríver        | 3    | 0 | 3 | 0 | 4:4   | 3    |
| 2.     | Auto Esporte | 3    | 1 | 1 | 1 | 8:6   | 3    |
| 3.     | Flamengo     | 3    | 1 | 1 | 1 | 1:1   | 3    |
| 4.     | Piauí        | 3    | 1 | 1 | 1 | 4:6   | 3    |

|  | Play-off tweede fase |

#### Groep B
| Plaats | Club       | Wed. | W | G | V | Saldo | Ptn. |
| ------ | ---------- | ---- | - | - | - | ----- | ---- |
| 1.     | Tiradentes | 3    | 3 | 0 | 0 | 10:1  | 6    |
| 2.     | Comercial  | 3    | 2 | 0 | 1 | 5:6   | 4    |
| 3.     | Caiçara    | 3    | 1 | 0 | 2 | 4:6   | 2    |
| 4.     | Parnahyba  | 3    | 0 | 0 | 3 | 1:7   | 0    |

|  | Play-off tweede fase |

#### Play-off
|                  |       |       |            |  |
| 18 november Heen | Ríver | 1 – 2 | Tiradentes |  |
| 18 november Heen |       |       |            |  |

|                   |            |       |       |  |
| 21 november Terug | Tiradentes | 2 – 1 | Ríver |  |
| 21 november Terug |            |       |       |  |

### Finale
De winnaar krijgt één bonuspunt voor de finaleronde.
|                  |            |       |          |  |
| 28 november Heen | Tiradentes | 1 – 1 | Flamengo |  |
| 28 november Heen |            |       |          |  |

|                 |          |       |            |  |
| 2 december Heen | Flamengo | 2 – 1 | Tiradentes |  |
| 2 december Heen |          |       |            |  |

## Finaleronde
| Plaats | Club         | Wed. | W | G | V | Saldo | Ptn. |
| ------ | ------------ | ---- | - | - | - | ----- | ---- |
| 1.     | Flamengo     | 3    | 2 | 1 | 0 | 4:2   | 6    |
| 2.     | Tiradentes   | 3    | 2 | 1 | 0 | 4:2   | 5    |
| 3.     | Auto Esporte | 3    | 1 | 0 | 2 | 3:2   | 3    |
| 4.     | Ríver        | 3    | 0 | 0 | 3 | 0:5   | 0    |

|  | Kampioen |

### Kampioen
| Campeonato Piauiense de 1984  |
| Piaui                         |
| ----------------------------- |
| FLAMENGO Kampioen (11° titel) |